# Château de Courceriers
Le château de Courceriers est un château médiéval reconstruit au XVIe siècle et en partie détruit en 1961, situé à Saint-Thomas-de-Courceriers en Mayenne.

## Description
Les vestiges actuels se composent :
- d'un portail d'entrée situé à l'ouest du château, composé d'une charpente dite à la Philibert Delorme ;
- d'une porte d'entrée monumentale située au nord de l'allée, datant de l'époque médiévale ;
- d'une chapelle ;
- du logis ;
- d'une tour servant aujourd'hui de chambre d'hôtes.

### Le portail d'entrée

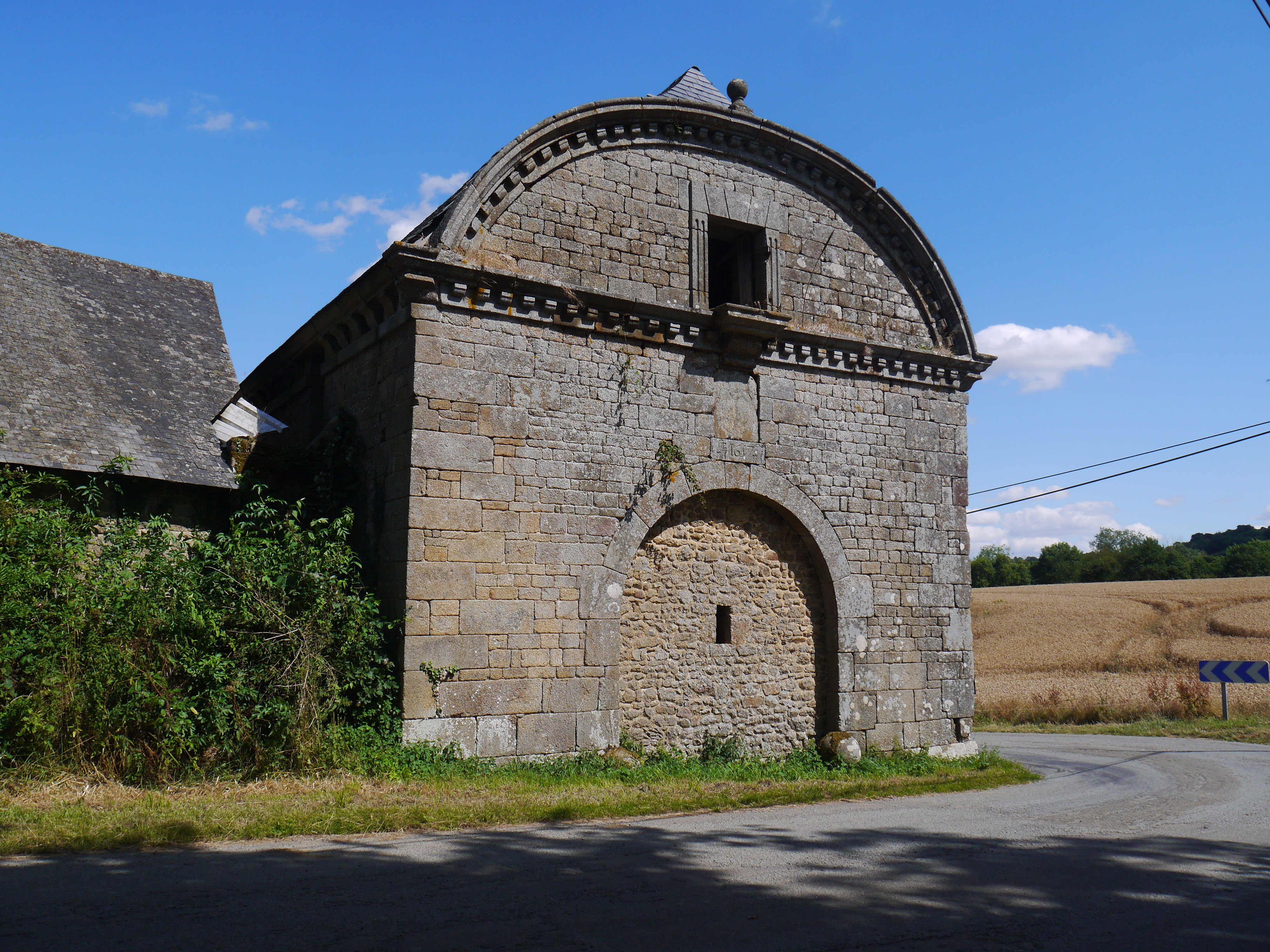
Le portail, côté ouest.
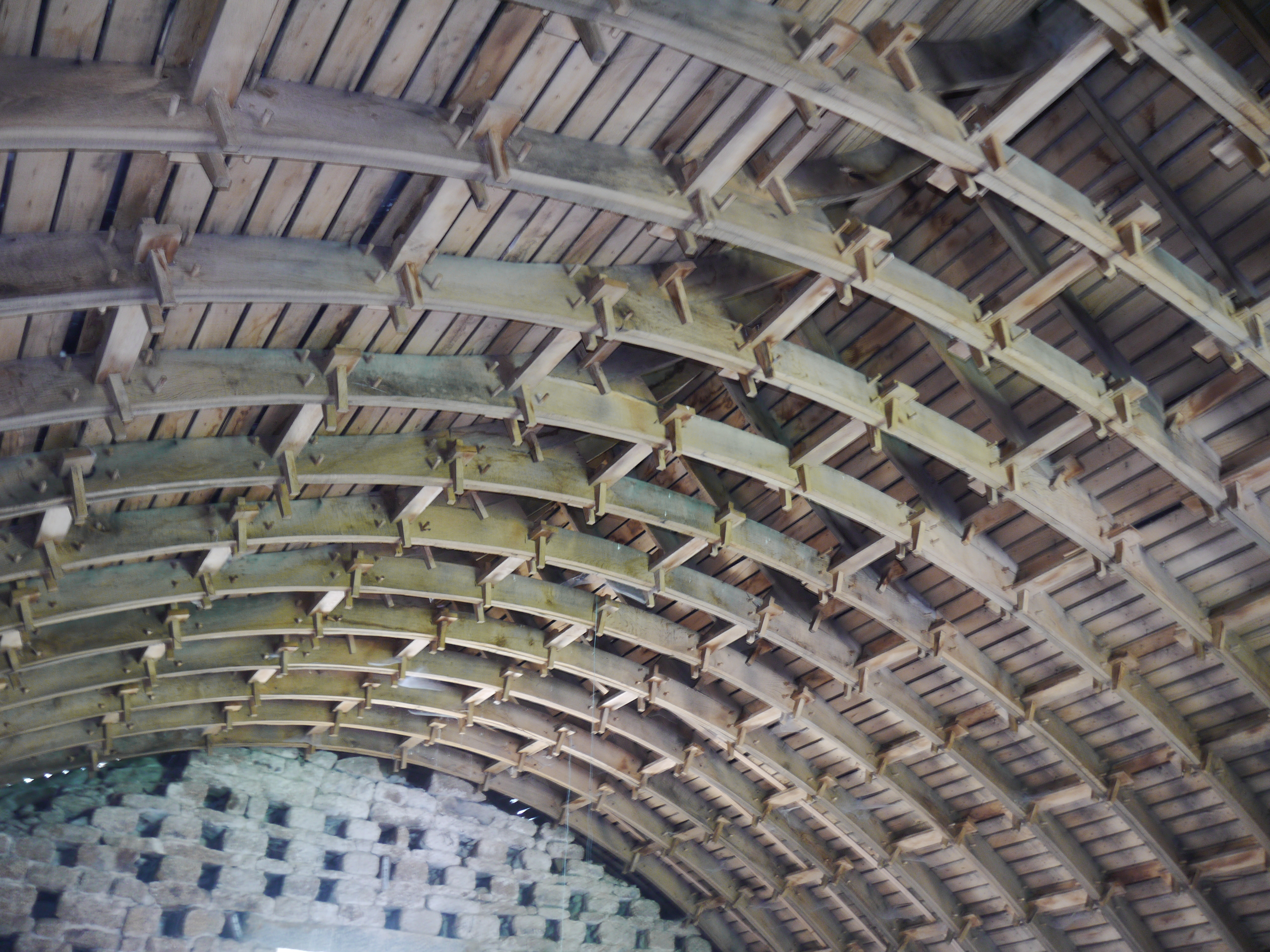
La charpente du portail, dite à la Philibert Delorme.

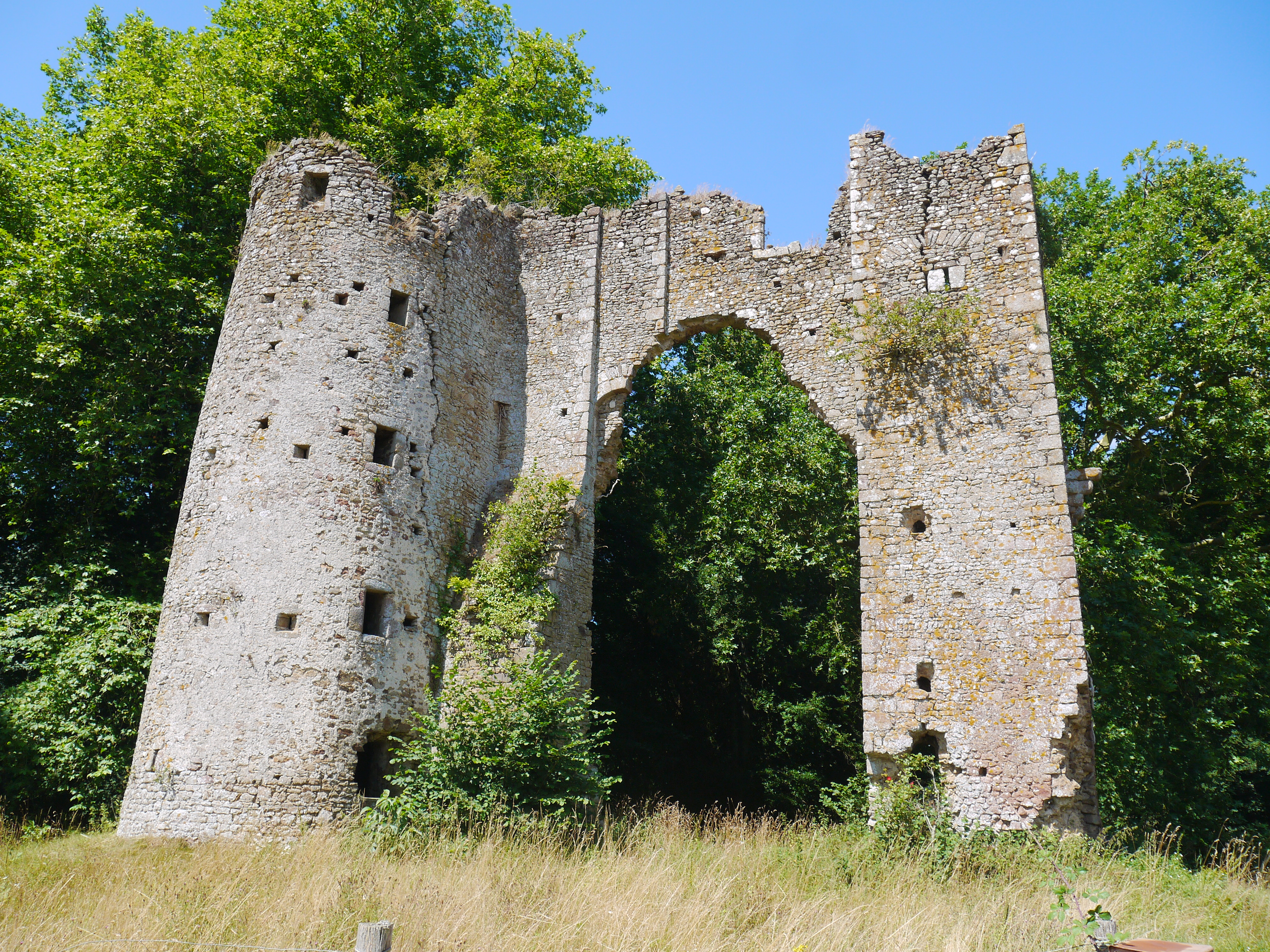
La porte d'entrée, seul vestige du château médiéval.

## Histoire
Le château est d'abord associé à la famille de Courceriers. C'est une famille de chevaliers. Elle est connue sous plusieurs noms (liés à celui du fief) : Caria Cesaris, de Curcessiers, de Corcesei, de Corceseis, de Corsesiers, de Courcerieux, de Corcier, de Corcessers, etc. Les armoiries de la famille sont : de gueules à 3 quintefeuilles d'or 1 et 2. Un sceau potentiellement du XIVe siècle de Guérin de Courceriers montre un écu à trois quintefeuilles, parti d'un émanché de quatre pièces mouvant du flanc dextre (côté lié à sa femme, une Riboulle). Par ailleurs, la famille possédait de nombreux fiefs aux alentours : Asseil (Ballots), Ballée (Grez-en-Bouères), la Bigeotière (Bourg-d'Iré), Cangen (Laigné), Casrouge (Saint-Germain-de-la-Coudre), etc. Le fief de Courceriers dépendait de Mayenne.
Le premier seigneur connu par les écrits est Gervais de Courceriers qui semble avoir vu le jour au milieu du XIIe siècle et qui est décédé probablement en 1218. Il fit de nombreux dons à des abbayes. C'est d'ailleurs grâce aux différents cartulaires d'abbayes que son nom est connu. Il avait 2 frères, Guillaume et Hamelin, et potentiellement un troisième, Mathieu. Guillaume est un chevalier qui fit aussi des donations à des abbayes (Savigny, Evron, etc.) au début du XIIIe siècle. Hamelin est cité comme témoin de donation faite notamment par son frère Gervais. Un seul acte cite Mathieu de Courceriers comme témoin mais il est impossible de le rattacher clairement aux 3 autres. Il semble avoir aussi vécu au début du XIIIe siècle.

Gervais de Courceriers se maria avec une certaine Marguerite et eût 3 enfants : André, Hamelin et Béatrix. André de Courceriers succéda à son père. Il eût aussi 3 enfants : Guérin, Gervais et Hamelin. C'est Guérin de Courceriers qui repris ensuite la succession alors que son frère Gervais était chevalier et Hamelin un chanoine, puis un scolastique et enfin un chantre de l'église du Mans. Guérin épouse une Riboulle dont l'écusson familial vint s'unir à celui de la famille de Courceriers sur les sceaux. Leur fils Cesbron devint ensuite le seigneur de Courceriers. Il épousa Simonne de Saint-Denis. Il semble avoir eu 2 enfants : Guillaume et Jeanne. Guillaume de Courceriers est mentionné dans un procès en 1301. Il épousa Jeanne de Couesmes. Ils ont eu 5 enfants : Guillaume, Guérin, Gervaisote, Simonne et Jeanne. Guillaume de Courceriers devint à son tour seigneur. Il épouse Marcebille d'Usages et eût 4 enfants: Guillaume, Jean, Marcebille et Jeanne. Il décéda en 1359.